# Агнєшка Мруз
Агнєшка Мруз (пол. Agnieszka Mróz) (1980, Варшава) — польська дипломатка. Генеральний консул Республіки Польща в Одесі (з 2022)

## Життєпис
Народилася у 1980 року у Варшаві. Вона закінчила Варшавський університет, де отримала освіту в галузі управління та аспірантуру з міжнародного права та досліджень у країнах, що розвиваються. Володіє англійською та російською. Вона кадровий дипломат і державний службовець.
Почала працювати в Міністерстві закордонних справ Польщі у 2010 році. Раніше працювала в офісі Комітету з питань європейської інтеграції.
У січні 2019 року обійняла посаду віце-консула Генерального консульства Республіки Польща в Одесі, а з серпня 2022 року виконує обов’язки керівника Генерального консульства Республіки Польща в Одесі.